# Куньинский район

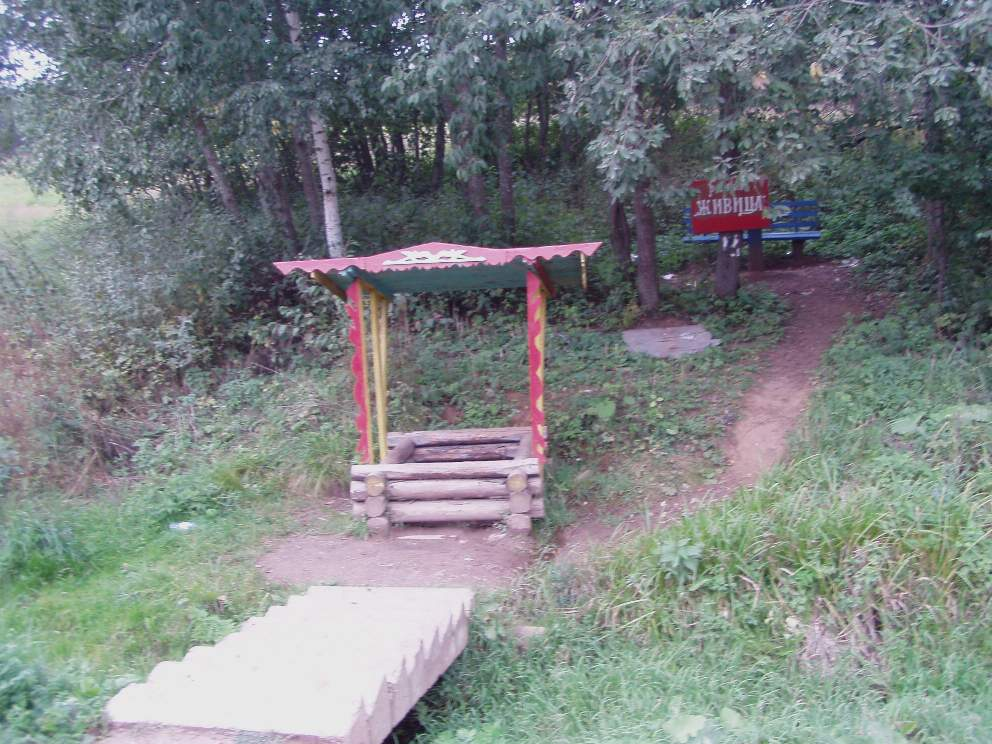
Родник к югу от села Груздово

Ку́ньинский райо́н — административно-территориальная единица (район) и муниципальное образование (муниципальный район) на юго-востоке Псковской области России.
Административный центр — посёлок городского типа (рабочий посёлок) Кунья.

## География
Район граничит с Усвятским и Великолукским районами Псковской области, Торопецким и Западнодвинским Тверской, Велижским Смоленской области. Площадь территории — 2621 км².
Имеется много холмов, сложенных около 12 тысяч лет назад ледниковыми моренами.

### Гидрография
Реки и озёра занимают в районе около 16 тысяч гектаров. В.А. Гринёв в книге «Куньинский район. Природа, история, современность» пишет, что в районе не менее 101 озера.
Основные реки — Талица, Висечь, Жизца, Марята, Кунья. На юго-востоке район выходит к Западной Двине. В районе имеется много озёр, важнейшие из которых: Двинье-Велинское озеро, Жижицкое озеро, Кодосно, Усмынское озеро, Озерон, Ордосно.

## История
На территории района издавна существовали поселения балтов, славян и финно-угров. Известны древние городища на вершинах холмов, а также свайные поселения на озёрах. По озёрам и рекам проходили древние и средневековые торговые пути (с юга на север).
В средневековье на территории района существовали города Жижец (совр. д. Залучье) на Жижицком озере и Клин (ныне деревня). Предполагается, что у Жижеца в 1245 году Александр Невский разбил литовцев.
В XIV веке южный край Куньинского района принадлежал Великому княжеству Литовскому, а северная и центральная части — русскому Торопецкому княжеству (а впоследствии — Великому княжеству Московскому). В течение долгого времени территория района была пограничной, что сформировало значительные этнические отличия между «русскими» северной и центральной частями района и югом района, коренные жители которого до середины XX века говорили на языке, близком к северным диалектам белорусского.
C 1772 года территория района целиком вошла в российское государство, однако оказалась разделённой уже административно (между губерниями и областями). Территория района (кроме южной его части) вошла в Псковскую губернию.
1 августа 1927 года в Великолукском округе Ленинградской области были образованы Куньинский и Усмынский районы. С 1929 года районы были включены в состав Западной области с центром в Смоленске. 1 января 1932 года Куньинский район был упразднён, а его территория разделена между Великолукским, Ильинским, Октябрьским и Торопецким районами. 29 января 1935 года район был восстановлен в составе Калининской области.
В августе 1941 года район был оккупирован. Освобождён в конце января 1942 в результате Торопецко-Холмской операции. Затем долгое время был прифронтовой территорией; в районе располагались военные госпитали.
В 1944 году вошёл в состав Великолукской области, а после её ликвидации в 1957 году — в состав Псковской области. Лишь в 1959 году, после упразднения Усмынского района, Куньинский район обрёл нынешние границы.
22 декабря 1962 года был включён в состав Великолукского сельскохозяйственного района в связи с всесоюзным укрупнением в сельскохозяйственные и промышленные районы, но после отмены укрупнения 14 января 1965 года Куньинский район вновь образован в составе Псковской области.

## Население
| 1959   | 1970    | 1979    | 1989    | 2002    | 2009    | 2010    | 2011    | 2012  |
| ------ | ------- | ------- | ------- | ------- | ------- | ------- | ------- | ----- |
| 36 639 | ↘27 682 | ↘21 412 | ↘17 737 | ↘12 928 | ↘10 809 | ↘10 277 | ↘10 225 | ↘9819 |
| 2013   | 2014    | 2015    | 2016    | 2017    | 2018    | 2019    | 2020    | 2021  |
| ↘9663  | ↘9541   | ↘9387   | ↘9301   | ↘9166   | ↘8992   | ↘8779   | ↘8611   | ↘7735 |
| 2023   |         |         |         |         |         |         |         |       |
| ↘7497  |         |         |         |         |         |         |         |       |

По состоянию на 1 января 2021 года из 7497 жителя района в городских условиях (в рабочем посёлке Кунья) проживают 38,71 % населения района (или 2902  человек), в сельских — 61,29 % или 4595 человек.
По данным переписи населения 2010 года численность населения района составляла 10277 человек, в том числе 3127 городских жителей (30,43 % от общего населения) и 7150 сельских жителей (69,57 %).

Национальный состав
По итогам переписи населения 2020 года проживали следующие национальности (национальности менее 0,1 % и другое, см. в сноске к строке «Другие»):
| Национальность | Численность, чел. | Доля     |
| -------------- | ----------------- | -------- |
| Русские        | 7314              | 94,56 %  |
| Цыгане         | 129               | 1,67 %   |
| Украинцы       | 42                | 0,54 %   |
| Армяне         | 41                | 0,53 %   |
| Белорусы       | 27                | 0,35 %   |
| Таджики        | 20                | 0,26 %   |
| Молдаване      | 16                | 0,21 %   |
| Другие         | 146               | 1,88 %   |
| Итого          | 7735              | 100,00 % |

## Населённые пункты
По переписи 2002 года на территории района было 260 сельских населённых пунктов, из которых в 23 деревнях население отсутствовало, ещё в 52 жило от 1 до 5 человек, в 36 — от 6 до 10 человек, в 71 — от 11 до 25 человек, в 42 — от 26 до 50 человек, в 14 — от 51 до 100 человек, в 13 — от 101 до 200 человек, в 8 — от 201 до 500 человек и лишь в одной — в деревне Жижица (702 чел., 2002 г.) — от 501 до 1000 человек.
По переписи 2010 года на территории района было расположено 260 сельских населённых пунктов, из которых в 49 деревнях население отсутствовало, ещё в 63 жило от 1 до 5 человек, в 33 — от 6 до 10 человек, в 67 — от 11 до 25 человек, в 19 — от 26 до 50 человек, в 9 — от 51 до 100 человек, в 12 — от 101 до 200 человек, в 7 — от 201 до 500 человек и лишь в одной — в деревне Жижица — от 501 до 1000 человек.
В Куньинском районе всего на данный момент 261 населённый пункт.
| №   | Населённый пункт | Тип             | Население | Муниципальное образование |
| --- | ---------------- | --------------- | --------- | ------------------------- |
| 1   | Авинцы           | деревня         | ↘6        | Куньинская волость        |
| 2   | Альфимково       | деревня         | ↘18       | Пухновская волость        |
| 3   | Анашкино         | деревня         | ↘7        | Жижицкая волость          |
| 4   | Андроново        | деревня         | ↘44       | Пухновская волость        |
| 5   | Арестово         | деревня         | ↘0        | Куньинская волость        |
| 6   | Артёмово         | деревня         | ↘5        | Жижицкая волость          |
| 7   | Балычи           | деревня         | →0        | Куньинская волость        |
| 8   | Бараново         | деревня         | ↘22       | Пухновская волость        |
| 9   | Бегуново         | деревня         | ↘8        | Каськовская волость       |
| 10  | Белавино         | деревня         | ↘4        | Куньинская волость        |
| 11  | Блехово          | деревня         | ↘16       | Пухновская волость        |
| 12  | Боброедово       | деревня         | →0        | Пухновская волость        |
| 13  | Бодякино         | деревня         | ↗3        | Жижицкая волость          |
| 14  | Бойково          | деревня         | ↘7        | Каськовская волость       |
| 15  | Боровинка        | деревня         | ↘25       | Куньинская волость        |
| 16  | Боровка          | деревня         | ↘63       | Пухновская волость        |
| 17  | Боровково        | деревня         | ↘144      | Пухновская волость        |
| 18  | Боровые          | деревня         | ↘11       | Пухновская волость        |
| 19  | Борок            | деревня         | ↘132      | Куньинская волость        |
| 20  | Борок            | деревня         | →0        | Пухновская волость        |
| 21  | Боталово         | деревня         | ↗193      | Куньинская волость        |
| 22  | Бренево          | деревня         | ↘11       | Пухновская волость        |
| 23  | Бубиново         | деревня         | →0        | Каськовская волость       |
| 24  | Бубново          | деревня         | ↘3        | Куньинская волость        |
| 25  | Булавкино        | деревня         | ↗28       | Пухновская волость        |
| 26  | Бурая            | деревня         | ↗25       | Жижицкая волость          |
| 27  | Бурщина          | деревня         | ↘3        | Пухновская волость        |
| 28  | Быково           | деревня         | ↘48       | Куньинская волость        |
| 29  | Быково           | деревня         | ↘23       | Куньинская волость        |
| 30  | Васьково         | деревня         | →0        | Жижицкая волость          |
| 31  | Васьково         | деревня         | ↘0        | Каськовская волость       |
| 32  | Васютино         | деревня         | ↘0        | Куньинская волость        |
| 33  | Вашуткино        | деревня         | ↘6        | Куньинская волость        |
| 34  | Векшино          | деревня         | →0        | Каськовская волость       |
| 35  | Великополье      | деревня         | ↘15       | Куньинская волость        |
| 36  | Войлово          | деревня         | ↘19       | Пухновская волость        |
| 37  | Волково          | деревня         | ↗17       | Куньинская волость        |
| 38  | Встеселово       | деревня         | ↘138      | Куньинская волость        |
| 39  | Вшивка           | деревня         | ↘6        | Каськовская волость       |
| 40  | Выдрие           | деревня         | ↘4        | Пухновская волость        |
| 41  | Вырвино          | деревня         | →6        | Пухновская волость        |
| 42  | Гладыши          | деревня         | ↘16       | Пухновская волость        |
| 43  | Гламазды         | деревня         | ↘23       | Куньинская волость        |
| 44  | Глисное          | деревня         | ↘1        | Пухновская волость        |
| 45  | Голубово         | деревня         | ↘3        | Куньинская волость        |
| 46  | Горка            | деревня         | ↘3        | Жижицкая волость          |
| 47  | Горка            | деревня         | ↘38       | Куньинская волость        |
| 48  | Городец          | деревня         | ↘0        | Пухновская волость        |
| 49  | Городно          | деревня         | ↘17       | Пухновская волость        |
| 50  | Григоркино       | деревня         | ↘1        | Куньинская волость        |
| 51  | Гритьково        | деревня         | ↘4        | Каськовская волость       |
| 52  | Гришино          | деревня         | ↘9        | Куньинская волость        |
| 53  | Гришино          | деревня         | ↘11       | Каськовская волость       |
| 54  | Груздово         | деревня         | ↗113      | Каськовская волость       |
| 55  | Губа             | деревня         | ↘20       | Пухновская волость        |
| 56  | Гуляево          | деревня         | ↘6        | Куньинская волость        |
| 57  | Двинь-Покровское | деревня         | ↘6        | Каськовская волость       |
| 58  | Денесково        | деревня         | ↘0        | Куньинская волость        |
| 59  | Денисовка        | деревня         | ↘8        | Куньинская волость        |
| 60  | Докукино         | деревня         | ↗37       | Куньинская волость        |
| 61  | Долговица        | деревня         | ↘137      | Пухновская волость        |
| 62  | Домнино          | деревня         | ↘26       | Каськовская волость       |
| 63  | Дохино           | деревня         | ↘0        | Куньинская волость        |
| 64  | Дрег             | деревня         | ↘0        | Куньинская волость        |
| 65  | Дубняки          | деревня         | ↘15       | Куньинская волость        |
| 66  | Дубровка         | деревня         | ↘2        | Пухновская волость        |
| 67  | Дубровка         | деревня         | →0        | Каськовская волость       |
| 68  | Евстигнеево      | деревня         | ↘5        | Куньинская волость        |
| 69  | Еремино          | деревня         | ↘1        | Пухновская волость        |
| 70  | Ермолово         | деревня         | ↘3        | Пухновская волость        |
| 71  | Ерохино          | деревня         | ↘0        | Каськовская волость       |
| 72  | Жегалово         | деревня         | ↘3        | Куньинская волость        |
| 73  | Жигули           | деревня         | →24       | Пухновская волость        |
| 74  | Жижица           | деревня         | ↘569      | Жижицкая волость          |
| 75  | Жуково           | деревня         | →23       | Жижицкая волость          |
| 76  | Заборье          | деревня         | ↘6        | Каськовская волость       |
| 77  | Завыйково        | деревня         | →0        | Пухновская волость        |
| 78  | Задорожье        | деревня         | ↘16       | Куньинская волость        |
| 79  | Задорожье        | деревня         | ↘5        | Пухновская волость        |
| 80  | Залучье          | деревня         | →0        | Жижицкая волость          |
| 81  | Засеново         | деревня         | ↘56       | Жижицкая волость          |
| 82  | Затурщина        | деревня         | ↘22       | Пухновская волость        |
| 83  | Захаркино        | деревня         | ↘0        | Куньинская волость        |
| 84  | Захарцево        | деревня         | ↘0        | Каськовская волость       |
| 85  | Зеленово         | деревня         | →0        | Куньинская волость        |
| 86  | Зехниха          | деревня         | →0        | Куньинская волость        |
| 87  | Золотухино       | деревня         | ↘16       | Куньинская волость        |
| 88  | Зубари           | деревня         | →0        | Каськовская волость       |
| 89  | Зубово           | деревня         | ↘17       | Куньинская волость        |
| 90  | Зябки            | деревня         | ↘4        | Куньинская волость        |
| 91  | Ильичёвка        | деревня         | ↘18       | Каськовская волость       |
| 92  | Кадосно          | деревня         | ↘33       | Жижицкая волость          |
| 93  | Камено           | деревня         | ↘23       | Каськовская волость       |
| 94  | Карево           | деревня         | ↘27       | Жижицкая волость          |
| 95  | Карпово          | деревня         | ↘1        | Пухновская волость        |
| 96  | Каськово         | деревня         | ↘232      | Каськовская волость       |
| 97  | Качнево          | деревня         | ↘0        | Куньинская волость        |
| 98  | Кладово          | деревня         | →0        | Каськовская волость       |
| 99  | Кленовка         | деревня         | ↘1        | Пухновская волость        |
| 100 | Клин             | деревня         | ↘49       | Куньинская волость        |
| 101 | Ковали           | деревня         | ↘8        | Пухновская волость        |
| 102 | Коврышкино       | деревня         | ↘0        | Куньинская волость        |
| 103 | Кожино           | деревня         | ↘5        | Куньинская волость        |
| 104 | Козинцево        | деревня         | ↘4        | Пухновская волость        |
| 105 | Колотовка        | деревня         | →0        | Куньинская волость        |
| 106 | Кордон           | деревня         | →0        | Каськовская волость       |
| 107 | Корнилово        | деревня         | ↘221      | Куньинская волость        |
| 108 | Косилово         | деревня         | ↘10       | Пухновская волость        |
| 109 | Котово           | деревня         | ↘15       | Куньинская волость        |
| 110 | Коханино         | деревня         | →2        | Пухновская волость        |
| 111 | Кочегарово       | деревня         | ↘6        | Каськовская волость       |
| 112 | Кошелево         | деревня         | ↘5        | Куньинская волость        |
| 113 | Красная Вешня    | деревня         | ↘13       | Куньинская волость        |
| 114 | Красная Горка    | деревня         | ↘26       | Куньинская волость        |
| 115 | Кресты           | деревня         | ↘127      | Куньинская волость        |
| 116 | Кресты           | деревня         | ↘130      | Пухновская волость        |
| 117 | Кретивля         | деревня         | ↗3        | Куньинская волость        |
| 118 | Кривицы          | деревня         | ↗21       | Каськовская волость       |
| 119 | Крюки            | деревня         | ↘8        | Куньинская волость        |
| 120 | Кудряницы        | деревня         | ↘20       | Жижицкая волость          |
| 121 | Кузнецово        | деревня         | ↘24       | Куньинская волость        |
| 122 | Кузьмино         | деревня         | ↘2        | Пухновская волость        |
| 123 | Кунья            | рабочий посёлок | ↗2902     | Кунья                     |
| 124 | Курилово         | деревня         | ↘19       | Куньинская волость        |
| 125 | Куркино          | деревня         | ↘4        | Куньинская волость        |
| 126 | Курово           | деревня         | ↗16       | Жижицкая волость          |
| 127 | Курово           | деревня         | ↘18       | Каськовская волость       |
| 128 | Курьяниха        | деревня         | ↗22       | Куньинская волость        |
| 129 | Лазарево         | деревня         | ↘14       | Куньинская волость        |
| 130 | Ларьково         | деревня         | ↘0        | Куньинская волость        |
| 131 | Ластовка         | деревня         | ↗8        | Каськовская волость       |
| 132 | Лесни            | деревня         | ↘2        | Куньинская волость        |
| 133 | Липицы           | деревня         | ↘12       | Пухновская волость        |
| 134 | Лисичино         | деревня         | ↘17       | Пухновская волость        |
| 135 | Логово           | деревня         | ↘8        | Жижицкая волость          |
| 136 | Лопатуха         | деревня         | ↘5        | Пухновская волость        |
| 137 | Луговицы         | деревня         | ↘14       | Куньинская волость        |
| 138 | Лукино           | деревня         | ↘68       | Куньинская волость        |
| 139 | Люткино          | деревня         | ↗5        | Куньинская волость        |
| 140 | Малахово         | деревня         | ↘11       | Куньинская волость        |
| 141 | Малюткино        | деревня         | ↘3        | Куньинская волость        |
| 142 | Манёво           | деревня         | ↘26       | Пухновская волость        |
| 143 | Мартьяново       | деревня         | ↘12       | Куньинская волость        |
| 144 | Матушкино        | деревня         | ↘5        | Куньинская волость        |
| 145 | Межуево          | деревня         | ↘0        | Жижицкая волость          |
| 146 | Мельница         | деревня         | ↘0        | Пухновская волость        |
| 147 | Мелюшаты         | деревня         | ↘0        | Каськовская волость       |
| 148 | Метино           | деревня         | →1        | Пухновская волость        |
| 149 | Микушкино        | деревня         | ↘3        | Куньинская волость        |
| 150 | Миняково         | деревня         | ↘2        | Пухновская волость        |
| 151 | Михайловское     | деревня         | ↗30       | Жижицкая волость          |
| 152 | Мишково          | деревня         | ↘41       | Куньинская волость        |
| 153 | Мокрики          | деревня         | →69       | Куньинская волость        |
| 154 | Моршники         | деревня         | ↘0        | Каськовская волость       |
| 155 | Назимово         | деревня         | ↘3        | Куньинская волость        |
| 156 | Наумово          | деревня         | ↘310      | Жижицкая волость          |
| 157 | Неупокоица       | деревня         | ↘0        | Пухновская волость        |
| 158 | Нивы             | деревня         | ↘0        | Куньинская волость        |
| 159 | Нижельское       | деревня         | ↘64       | Каськовская волость       |
| 160 | Никиткино        | деревня         | ↘2        | Жижицкая волость          |
| 161 | Никольское       | деревня         | ↘23       | Куньинская волость        |
| 162 | Никулино         | деревня         | ↘26       | Пухновская волость        |
| 163 | Новарково        | деревня         | ↘4        | Куньинская волость        |
| 164 | Новотроицкое     | деревня         | ↘2        | Куньинская волость        |
| 165 | Новый Посёлок    | деревня         | ↘0        | Куньинская волость        |
| 166 | Обжино           | деревня         | ↘48       | Куньинская волость        |
| 167 | Овечково         | деревня         | ↘22       | Жижицкая волость          |
| 168 | Огородцы         | деревня         | ↘21       | Куньинская волость        |
| 169 | Ольховец         | деревня         | ↘9        | Жижицкая волость          |
| 170 | Орехново         | деревня         | ↘0        | Пухновская волость        |
| 171 | Осиновка         | деревня         | ↘0        | Пухновская волость        |
| 172 | Осташово         | деревня         | ↗1        | Жижицкая волость          |
| 173 | Паньково         | деревня         | ↘9        | Пухновская волость        |
| 174 | Пески            | деревня         | ↘85       | Куньинская волость        |
| 175 | Петелино         | деревня         | ↘72       | Куньинская волость        |
| 176 | Петрово          | деревня         | ↘2        | Пухновская волость        |
| 177 | Петухи           | деревня         | ↘2        | Каськовская волость       |
| 178 | Печково          | деревня         | ↘22       | Куньинская волость        |
| 179 | Плешково         | деревня         | ↗3        | Куньинская волость        |
| 180 | Плюхново         | деревня         | ↘19       | Жижицкая волость          |
| 181 | Подколодье       | деревня         | →1        | Жижицкая волость          |
| 182 | Подовалово       | деревня         | →0        | Жижицкая волость          |
| 183 | Подозерье        | деревня         | ↘4        | Каськовская волость       |
| 184 | Полонейка        | деревня         | ↘21       | Пухновская волость        |
| 185 | Поташово         | деревня         | ↘4        | Куньинская волость        |
| 186 | Потащня          | деревня         | ↗8        | Пухновская волость        |
| 187 | Потеплино        | деревня         | ↘54       | Куньинская волость        |
| 188 | Починки          | деревня         | ↘2        | Пухновская волость        |
| 189 | Прилуки          | деревня         | ↘13       | Каськовская волость       |
| 190 | Прихабы          | деревня         | ↘168      | Пухновская волость        |
| 191 | Пузаново         | деревня         | ↘13       | Пухновская волость        |
| 192 | Пурышкино        | деревня         | ↘4        | Пухновская волость        |
| 193 | Пустынники       | деревня         | ↗8        | Пухновская волость        |
| 194 | Пухлово          | деревня         | ↘13       | Каськовская волость       |
| 195 | Пухново          | деревня         | ↘212      | Пухновская волость        |
| 196 | Пухтево          | деревня         | ↘51       | Куньинская волость        |
| 197 | Пыньки           | деревня         | ↘22       | Куньинская волость        |
| 198 | Раонь            | деревня         | ↗25       | Жижицкая волость          |
| 199 | Росно            | деревня         | ↘0        | Пухновская волость        |
| 200 | Ростани          | деревня         | ↘13       | Пухновская волость        |
| 201 | Рябово           | деревня         | ↘16       | Куньинская волость        |
| 202 | Сафоново         | деревня         | ↗14       | Пухновская волость        |
| 203 | Секаиха          | деревня         | →0        | Жижицкая волость          |
| 204 | Секутьево        | деревня         | ↘12       | Куньинская волость        |
| 205 | Селище           | деревня         | ↘0        | Пухновская волость        |
| 206 | Сергино          | деревня         | →0        | Куньинская волость        |
| 207 | Сидорово         | деревня         | ↗24       | Жижицкая волость          |
| 208 | Симакино         | деревня         | ↘0        | Пухновская волость        |
| 209 | Скалово          | деревня         | ↘2        | Жижицкая волость          |
| 210 | Слепнёво         | деревня         | ↘160      | Куньинская волость        |
| 211 | Слоново          | деревня         | ↘0        | Куньинская волость        |
| 212 | Смыки            | деревня         | ↘0        | Жижицкая волость          |
| 213 | Соловьёво        | деревня         | ↘18       | Пухновская волость        |
| 214 | Сопки            | деревня         | ↘165      | Куньинская волость        |
| 215 | Спичино          | деревня         | ↘23       | Каськовская волость       |
| 216 | Спичино          | деревня         | ↗21       | Куньинская волость        |
| 217 | Староселье       | деревня         | ↗8        | Куньинская волость        |
| 218 | Староселье       | деревня         | ↘1        | Жижицкая волость          |
| 219 | Староселье       | деревня         | ↘3        | Каськовская волость       |
| 220 | Степанцево       | деревня         | →2        | Куньинская волость        |
| 221 | Стишково         | деревня         | ↘15       | Куньинская волость        |
| 222 | Ступино          | деревня         | ↘24       | Куньинская волость        |
| 223 | Суворово         | деревня         | ↘9        | Куньинская волость        |
| 224 | Таборы           | деревня         | ↘1        | Куньинская волость        |
| 225 | Тетеревни        | деревня         | →0        | Пухновская волость        |
| 226 | Титово           | деревня         | ↗1        | Пухновская волость        |
| 227 | Тихий Бор        | деревня         | →7        | Жижицкая волость          |
| 228 | Токарево         | деревня         | ↘7        | Куньинская волость        |
| 229 | Точилово         | деревня         | ↘6        | Куньинская волость        |
| 230 | Трубицы          | деревня         | ↘49       | Куньинская волость        |
| 231 | Трулино          | деревня         | ↘12       | Куньинская волость        |
| 232 | Удачино          | деревня         | ↘1        | Куньинская волость        |
| 233 | Узмень           | деревня         | →1        | Каськовская волость       |
| 234 | Усмынь           | село            | ↘281      | Пухновская волость        |
| 235 | Устье            | деревня         | ↘3        | Пухновская волость        |
| 236 | Ущицы            | деревня         | ↘358      | Куньинская волость        |
| 237 | Федорцево        | деревня         | ↘15       | Куньинская волость        |
| 238 | Филипцево        | деревня         | ↗29       | Куньинская волость        |
| 239 | Харитоново       | деревня         | ↘40       | Куньинская волость        |
| 240 | Хлебаниха        | деревня         | ↘7        | Пухновская волость        |
| 241 | Хмелево          | деревня         | ↗32       | Жижицкая волость          |
| 242 | Холм             | деревня         | ↘15       | Пухновская волость        |
| 243 | Хомушино         | деревня         | ↘24       | Куньинская волость        |
| 244 | Хрущели          | деревня         | ↘8        | Куньинская волость        |
| 245 | Хухово           | деревня         | ↘2        | Пухновская волость        |
| 246 | Частые           | деревня         | ↘10       | Пухновская волость        |
| 247 | Чернаково        | деревня         | ↘8        | Каськовская волость       |
| 248 | Четверня         | деревня         | ↘0        | Пухновская волость        |
| 249 | Шалонино         | деревня         | ↘12       | Каськовская волость       |
| 250 | Шаляпы           | деревня         | ↘7        | Каськовская волость       |
| 251 | Шарапово         | деревня         | ↘14       | Куньинская волость        |
| 252 | Шевачево         | деревня         | ↘7        | Пухновская волость        |
| 253 | Шейкино          | деревня         | ↘356      | Куньинская волость        |
| 254 | Шестаково        | деревня         | ↘0        | Куньинская волость        |
| 255 | Широни           | деревня         | ↘5        | Пухновская волость        |
| 256 | Шутово           | деревня         | ↗5        | Куньинская волость        |
| 257 | Щукино           | деревня         | ↘1        | Куньинская волость        |
| 258 | Яблоница         | деревня         | ↘3        | Куньинская волость        |
| 259 | Ямище            | деревня         | ↘122      | Каськовская волость       |
| 260 | Ямниково         | деревня         | →0        | Куньинская волость        |
| 261 | Ясеновка         | деревня         | ↘4        | Пухновская волость        |

## Муниципально-территориальное устройство
С апреля 2015 года в Куньинском районе 5 муниципальных образований: 1 городское поселение и 4 сельских поселений (волостей):
| № | Муниципальное образование | Статус МО | Административный центр | Количество населённых пунктов | Население | Площадь, км² |
| - | ------------------------- | --------- | ---------------------- | ----------------------------- | --------- | ------------ |
| 1 | Кунья                     | ГП        | пгт Кунья              | 1                             | ↗2902     | 17,59        |
| 2 | Жижицкая волость          | СП        | деревня Жижица         | 33                            | ↘971      | 409,05       |
| 3 | Каськовская волость       | СП        | деревня Каськово       | 39                            | ↘539      | 370,11       |
| 4 | Куньинская волость        | СП        | пгт Кунья              | 113                           | ↘2293     | 1044,39      |
| 5 | Пухновская волость        | СП        | деревня Пухново        | 75                            | ↘1030     | 779,98       |

### История муниципального устройства

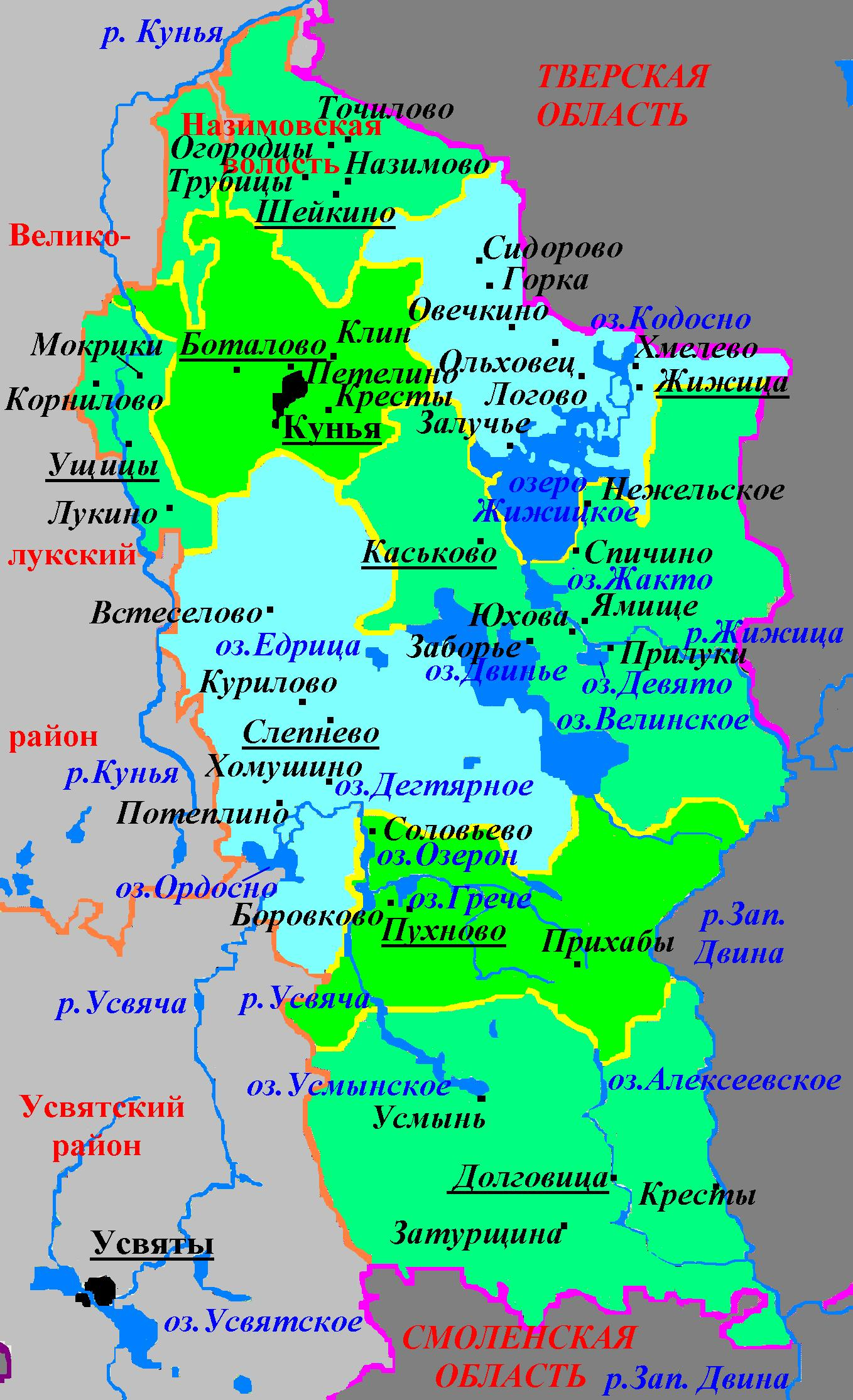
Административное деление Куньинского района в 2005—2015 гг.

Законом от 28 февраля 2005 года № 420-оз на территории Куньинского района было образовано 9 муниципальных образований: одно городское поселение и 8 сельских поселений (волостей):
Муниципальные образования в 2005—2015 годах:
| № | Муниципальное образование | Статус МО | Площадь, км² | Население, 14.10.2010 чел. | Административный центр |
| - | ------------------------- | --------- | ------------ | -------------------------- | ---------------------- |
| 1 | Кунья                     | ГП        | 17,59        | 3127                       | р.п. (пгт) Кунья       |
| 2 | Боталовская волость       | СП        | 253,91       | 1081                       | деревня Боталово       |
| 3 | Долговицкая волость       | СП        | 468,00       | 939                        | деревня Долговица      |
| 4 | Жижицкая волость          | СП        | 409,05       | 1284                       | деревня Жижица         |
| 5 | Каськовская волость       | СП        | 370,11       | 786                        | деревня Каськово       |
| 6 | Назимовская волость       | СП        | 212,56       | 662                        | деревня Шейкино        |
| 7 | Пухновская волость        | СП        | 311,98       | 769                        | деревня Пухново        |
| 8 | Слепневская волость       | СП        | 483,46       | 791                        | деревня Слепнёво       |
| 9 | Ущицкая волость           | СП        | 94,46        | 838                        | деревня Ущицы          |

Законом Псковской области от 30 марта 2015 года Боталовская, Ушицкая, Слепнёвская и Назимовская волости были объединены в новообразованное муниципальное образование Куньинская волость с административным центром в пгт Кунья; также в состав  Пухновской волости включена упразднённая Долговицкая волость.

## Местное самоуправление
Структуру органов местного самоуправления Куньинского района образуют:
- Глава Куньинского района является высшим должностным лицом района и возглавляет Администрацию района, избирается путём всеобщего, равного, прямого, тайного голосования сроком на пять лет. С 2005 года Главой Куньинского района работает Вячеслав Тимофеевич Макаренко (род. в 1951 г. в дер. Полонейка Куньинского района[26]), член партии «Единая Россия»[27].
- Администрация Куньинского района осуществляет исполнительно-распорядительные полномочия, состоит из Главы района и его заместителей, органов и структурных подразделений администрации.
- Собрание депутатов Куньинского района состоит из пятнадцати депутатов избираемых сроком на пять лет. В результате последних выборов Председателем Собрания депутатов стала Татьяна Глебовна Смирнова (род. в 1951 г.[28]).

## Политика
Секретарь политсовета Куньинского районного отделения партии «Единая Россия» Олег Дмитриевич Савельев, является членом Псковского регионального политсовета партии, входит в состав Собрания депутатов Куньинского района, работает председателем Куньинского районного потребительского общества.

## Экономика
Производство молока. Рыболовство. Заготовка древесины. Производство щебня и добыча песка.

## Транспорт
Через район проходят автомобильные и железнодорожные магистрали Москва — Балтия и Санкт-Петербург — Полоцк. По территории района также проходит нефтепровод Сургут — Полоцк (участок длиной 32 км).
Помимо автомагистралей, район обладает сетью улучшенных грунтовых дорог, находящихся в хорошем состоянии.

## Культура

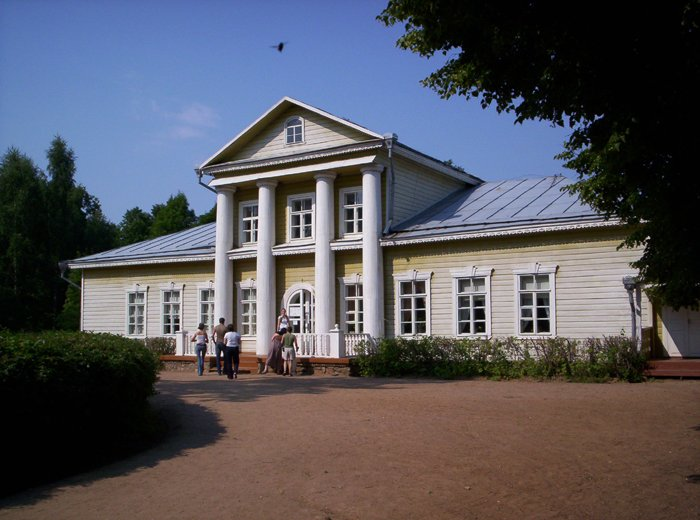
Музей-усадьба Мусоргского в Наумово

Музыкальные ансамбли. Фестивали русской народной музыки в музее Мусоргского в Наумово (см. ниже).

## Достопримечательности
- В деревне Карево в 1839 родился русский композитор Модест Мусоргский (в селе Наумово — музей-усадьба композитора).
- Деревня Клин (ранее город Клин, известен с 1131) — родина патриарха Московского и Всея Руси Тихона (В. И. Беллавин).

## Люди, связанные с районом
Семь уроженцев Куньинского района являются Героями Советского Союза.
- Козлов, Ефим Михайлович (1914, деревня Староселье — 1940) — участник советско-финской войны, Герой Советского Союза
- Литвинов Пётр Васильевич — Герой Советского Союза, житель Назимовской волости
- Щеглов Иван Михайлович — Герой Советского Союза, житель Назимовской волости

## Генетика
У обитателя стоянки Наумово (середина 3-го тыс. до нашей эры) была обнаружена митохондриальная гаплогруппа H2 и Y-хромосомная гаплогруппа R1a1. У обитателя городища Анашкино (VIII—V века до нашей эры) была обнаружена митохондриальная гаплогруппа H и Y-хромосомная гаплогруппа R1a1.